# Abdullah Ercan
Abdullah Ercan (* 8. Dezember 1971 in Istanbul) ist ein türkischer Fußballtrainer und ehemaliger -spieler. Aktuell arbeitet er als türkischer U-21-Nationaltrainer.

## Aktivkarriere
Abdullah Ercan begann seine Karriere bei Kapalıçarşıspor, einem Amateurverein aus Istanbul. 1990 verpflichtete ihn Trabzonspor. Bei Trabzonspor verbrachte er die längste Zeit seiner Karriere. Trabzonspor verkaufte zu damaliger Zeit viele ihrer Nationalspieler. Abdullah blieb in Trabzon, aber der Meistertitel blieb ihm dort verwehrt. Wegen Erfolglosigkeit wechselte Abdullah 1999 zu Fenerbahçe Istanbul. Sein erstes Pflichtspiel für Fenerbahçe Istanbul absolvierte Abdullah am 8. August 1999 gegen Vanspor in der Süper Lig. Das letzte Spiel für die Blau-Gelben war am 15. März 2003 gegen Elazığspor. Danach wechselte er zum Erzrivalen Galatasaray Istanbul. Bei Galatasaray war er Ersatzspieler. Nach einer Saison spielte Ercan für İstanbulspor. Dort beendete er seine Karriere.
Seinen größten Erfolg feierte Abdullah Ercan bei der Fußball-Weltmeisterschaft 2002. Er wurde mit der türkischen Fußballnationalmannschaft Dritter, hinter Brasilien und Deutschland.

## Trainerkarriere
Ercan trainierte von 2008 bis 2011 die türkische U-17-Auswahl. Vom 30. September 2011 bis zum 26. Januar 2012 war er bei Gaziantepspor als Trainer tätig.
Am 6. August 2013 wurde Ercan als neuer Cheftrainer der türkischen U-21-Nationalmannschaft vorgestellt.
Zur Saison 2019/20 wurde Ercan Cheftrainer bei Sakaryaspor. Nach drei Spielen wurde Ercan entlassen.

## Erfolge
Trabzonspor (1990–1999)
- Türkischer-Fußballpokal-Sieger (2): 1992, 1995,
- Başbakanlık Kupası (2): 1993, 1996
- Türkischer Fußball-Supercup: 1995

Fenerbahçe Istanbul (1999–2003)
- Türkischer Fußballmeister: 2001